# Lech Janerka

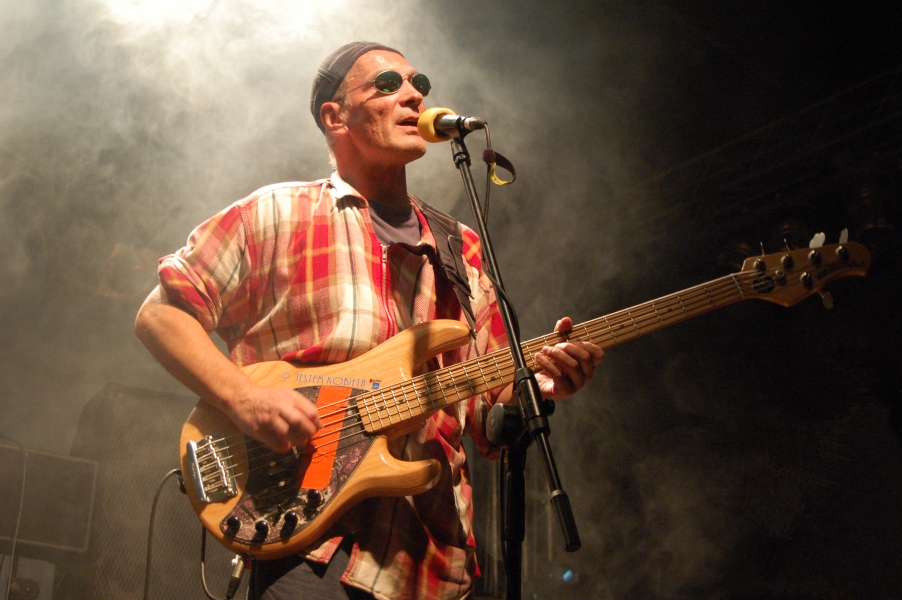
Lech Janerka bei einem Konzert 2005.

Lech Andrzej Janerka (* 2. Mai 1953 in Wrocław) ist ein polnischer Rockmusiker, Sänger, Bassist und Komponist. In 1980er Jahren war er Leader der bedeutenden polnischen No-Wave-Band Klaus Mitffoch.

## Leben und Wirken
Ende der 1970er Jahre trat Janerka im Duett mit seiner Ehefrau Bożena in Erscheinung. Sie traten gemeinsam bei studentischen Musikfestivals auf. 1979 gründete Janerka die Band Klaus Mitffoch, mit der er 1984 das gleichnamige Album aufnahm, das als eines der wichtigsten Alben der polnischen Rockgeschichte gilt. Kurz darauf verließ er die Band und widmete sich einer Solokarriere. Er erreichte keine großen kommerziellen Erfolge, gilt nichtsdestotrotz als ein sehr wichtiger Vertreter des polnischen Alternative Rock. Er wurde mehrfach ausgezeichnet, u. a. mit zwei Fryderyks für das Album Fiu fiu….
2011 wurde Janerka mit dem Krzyż Oficerski Orderu Odrodzenia Polski ausgezeichnet.

## Stil
In seinem Werk vereint Janerka viele Genres, u. a. Rock, Folk, Blues, aus denen er einen ganz charakteristischen eigenen Stil aufgebaut hat. Seine Musik wird meistens dem Alternative Rock zugeordnet. Er ist bekannt für seine abstrakten, teils absurden Texte. Sein Stil gilt als prägend für eine spätere Generation polnischer Rockmusik, wie Marcin Świetlicki, Maciej Maleńczuk, Tymon Tymański.

## Diskografie
- 1985: Klaus Mitffoch (Tonpress/MTJ)
- 1986: Historia podwodna (Tonpress)
- 1989: Piosenki (Muza Polskie Nagrania)
- 1991: Ur (Intermal)
- 1993: Co lepsze kawałki (Kompilation; Sonic)
- 1994: Bruhaha (MJM Music)
- 1994: Bez prądu (Live-Album; Polskie Radio Łódź)
- 1997: Dobranoc (Koch International)
- 2002: Fiu fiu… (BMG)
- 2005: Plagiaty (BMG)
- 2005: The Best – Strzeż się tych miejsc (Kompilation; Agencja Artystyczna TMJ)
- 2007: Gwiazdy polskiej muzyki lat 80. (Kompilation als Zeitungsbeilage; TMM Polska / Planeta Marketing)
- 2010: Najmniejszy koncert świata (Live-DVD; Agora Polska SA)
- 2023: Gipsowy odlew falsyfikatu (Mystic Production)